# Warneckea schliebenii
Warneckea schliebenii är en tvåhjärtbladig växtart som först beskrevs av Markgr., och fick sitt nu gällande namn av Jacq.-fél.. Warneckea schliebenii ingår i släktet Warneckea och familjen Melastomataceae. Inga underarter finns listade i Catalogue of Life.